# Калверт Сити (Кентаки)
Калверт Сити (енгл. Calvert City) град је у америчкој савезној држави Кентаки.

## Демографија
По попису из 2010. године број становника је 2.566, што је 135 (-5,0%) становника мање него 2000. године.
| Група             | 2000.         | 2010.         |
| Белци             | 2.664 (98,6%) | 2.501 (97,5%) |
| Афроамериканци    | 0 (0,0%)      | 3 (0,1%)      |
| Азијати           | 2 (0,1%)      | 10 (0,4%)     |
| Хиспаноамериканци | 10 (0,4%)     | 21 (0,8%)     |
| Укупно            | 2.701         | 2.566         |